# Aït Ouarda
Aït Ouarda är en dammbyggnad i Marocko.   Den ligger i regionen Béni Mellal-Khénifra, 210 km söder om huvudstaden Rabat. Aït Ouarda ligger 960 meter över havet.